# Carinina poseidoni
Carinina poseidoni är en djurart som tillhör fylumet slemmaskar, och som beskrevs av Friedrich 1935. Carinina poseidoni ingår i släktet Carinina och familjen Tubulanidae. Inga underarter finns listade i Catalogue of Life.